# Ryu Ji-hae
Ryu Ji-Hae (Busan, 10 de fevereiro de 1976) é uma ex-mesa-tenista sul-coreana. 

## Carreira
Ryu Ji-Hae representou seu país nos Jogos Olímpicos de 1996 e 2000, na qual conquistou a medalha de bronze em duplas duas vezes. 